# Torez
Torez (ukrainisch Торець; russisch Торец) ist ein Dorf in der ukrainischen Oblast Donezk mit 209 Einwohnern.
Das Dorf wurde offiziell 1989 durch einen Erlass der Werchowna Rada gegründet. Es liegt im Rajon Kramatorsk, etwa 9 Kilometer westlich vom ehemaligen Rajonzentrum Slowjansk und 102 Kilometer nordwestlich vom Oblastzentrum Donezk entfernt.
Der Name des Dorfes bezieht sich auf die Torky (Торки), einem Turkvolk das in der Nähe einen Siedlungsplatz hatte.
Am 12. Juni 2020 wurde das Dorf ein Teil der neugegründeten Stadtgemeinde Slowjansk, bis dahin war es Teil der Siedlungsratsgemeinde Bylbassiwka im Zentrum des Rajons Slowjansk.
Am 17. Juli 2020 wurde der Ort ein Teil des Rajons Kramatorsk.